# Āyesh Bon
Āyesh Bon (persiska: آيِشبُنِ سُفلَى, Āyeshbon-e Soflá, Āyeshbon-e ‘Olyā, آيِشبُنِ عُليا, آیش بن) är en ort i Iran.   Den ligger i provinsen Mazandaran, i den norra delen av landet, 110 km norr om huvudstaden Teheran. Antalet invånare är 439.
Terrängen runt Āyesh Bon är varierad. Runt Āyesh Bon är det ganska tätbefolkat, med 80 invånare per kvadratkilometer. Närmaste större samhälle är Chālūs, 3,5 km söder om Āyesh Bon. Runt Āyesh Bon är det i huvudsak tätbebyggt.